# Macrobius Cove
Die Macrobius Cove (englisch; bulgarisch залив Макробий saliw Makrobij) ist eine 2,8 km breite und 3,4 km lange Bucht im Westen der Barison-Halbinsel an der Graham-Küste des Grahamlands auf der Antarktischen Halbinsel. Als Nebenbucht der Leroux-Bucht liegt sie nordöstlich des Eijkman Point. Der Tschernomen-Gletscher mündet in ihr Kopfende.
Britische Wissenschaftler kartierten sie 1971. Die bulgarische Kommission für Antarktische Geographische Namen benannte sie 2013 nach dem römischen Schriftsteller und Philosophen Macrobius Ambrosius Theodosius (≈385/390–430), auf dessen schematischer Weltkarte der von Aristoteles vorhergesagte Südkontinent verzeichnet ist.